# Antônio Joaquim de Moura Andrade
Antônio Joaquim de Moura Andrade (Brotas, 22 de dezembro de 1889 — São Paulo, 8 de fevereiro de 1962) foi um empresário, fazendeiro e pecuarista brasileiro, fundador de Andradina e de Nova Andradina. 
Seu nome de batismo era Antônio Joaquim de Andrade. Adotou o "Moura" em homenagem ao seu sócio a quem muito estimava, e que tinha esse sobrenome. Filho de Joaquim Teodoro de Andrade e Maria Júlia das Dores Andrade, nasceu em família pobre num lugarejo chamado Varjão. Teve  seis irmãs e um irmão. Entre eles, Octávio Moura Andrade, fundador de Águas de São Pedro. Era pai do senador Auro Soares de Moura Andrade.
Fundador de cidades e empresário, criou o Frigorifico Mouran além de inúmeras outras empresas. Começou a vida como escriturário, foi comprador de grãos, comerciante de café e considerado o maior pecuarista do Brasil entre os anos 30 e 60, o que lhe valeu a alcunha de "rei do gado".
Sempre que ia a uma de suas fazendas na cidade paulista de Bebedouro, visitava a Santa Casa de Misericórdia para fazer doações. Ele doou uma valiosa tela para o acervo do MASP, em sua inauguração.
Foi homenageado na música "Rei do Gado", de Teddy Vieira, que dá título ao álbum Rei do Gado, lançado em 1961 pela dupla sertaneja Tião Carreiro & Pardinho. A música foi gravada por outros artistas do gênero, como Tonico & Tinoco.